# Mount Pollock
Mount Pollock ist ein 2640 m hoher Berg im ostantarktischen Viktorialand. Sein Gipfel ragt inmitten des Recoil-Gletschers unmittelbar südlich des Gebirgskamms Archambault Ridge in der Deep Freeze Range auf.
Der United States Geological Survey kartierte ihn anhand eigener Vermessungen und mithilfe von Luftaufnahmen der United States Navy zwischen 1960 und 1964. Das Advisory Committee on Antarctic Names benannte ihn 1969 nach dem Bauelektriker Herbert William Pollock (1929–2008) von der US-Navy, der 1962 und 1967 auf der McMurdo-Station tätig war.